# الکانتارا، سیبو
الکانتارا، سیبو (به لاتین: Alcantara, Cebu)،یک سکونتگاه مسکونی در فیلیپین است که در سیبو واقع شده‌است.

## خصوصیات
الکانتارا ۳۵٫۲۰ کیلومترمربع مساحت و ۱۳٬۵۵۶ نفر جمعیت دارد.